# UND Adriyatik
UND Adriyatik je turski teretni brod u vlasništvu tvrtke UND RoRo, specijalizirane za transport kamiona. UND Adriyatik izgrađen je 2001. godine u brodogradilištu u njemačkom gradu Flensburgu. Dug je 193, a širok 26 metara. Ukupna masa mu je 22.900 tona, a maksimalna brzina 21,5 čvorova. Izgrađeno je ukupno 6 takvih brodova za dva naručitelja.
Brod se 6. veljače 2008. godine zapalio kraj zapadne obale Istre. Postojala je opasnost da požar rezultira ekološkom katastrofom, ali je požar doveden pod kontrolu gasitelja nakon nekog vremena.

## Vanjske poveznice
|  | Zajednički poslužitelj ima još gradiva o temi UND Adriyatik |

Izvještaji:
- (en) Croatia contains cargo ship fire (BBC)
- (tr) CNN Türk report  Arhivirana inačica izvorne stranice od 12. ožujka 2008. (Wayback Machine)

Multimedija:
- Video broda u plamenu (HRT)
- Slike gorućeg broda